# Huéscar
Huéscar ist eine südspanische Stadt und eine Gemeinde (municipio) mit 7.234 Einwohnern (Stand: 2024) im äußersten Nordosten der Provinz Granada in der Autonomen Region Andalusien.

## Lage und Klima
Die in einen arabisch und einen kastilisch geprägten Stadtteil geteilte Stadt Huéscar liegt in einer Hochebene im Nordosten der Provinz Granada zwischen den Bergen Perico Ruiz und La Encantada in einer Höhe von ca. 955 m; die Entfernung zur Provinzhauptstadt Granada beträgt ca. 145 km (Fahrtstrecke). Nördlich von Huéscar liegt das Gebirge „La Sagra“, dessen Spitze aus fast jedem Ort der gleichnamigen Hochebene zu sehen ist. Westlich und nordwestlich der Gemeinde befinden sich die Naturparks von „Sierra de Castril“ und von „Sierras de Cazorla, Segura y Las Villas“. Aufgrund der Höhenlage ist das Klima als gemäßigt zu bezeichnen; Regen (ca. 365 mm/Jahr) fällt hauptsächlich im Winterhalbjahr.

## Bevölkerungsentwicklung
| Jahr      | 1857  | 1900  | 1950   | 2000  | 2020  |
| Einwohner | 7.332 | 7.763 | 12.390 | 8.065 | 7.195 |

Der deutliche Bevölkerungsrückgang in der zweiten Hälfte des 20. Jahrhunderts ist im Wesentlichen auf die Mechanisierung, die Aufgabe bäuerlicher Kleinbetriebe („Höfesterben“) und den daraus resultierenden Verlust von Arbeitsplätzen zurückzuführen. Zur Gemeinde gehören auch mehrere Weiler (pedanías) sowie einige verstreut liegende Einzelgehöfte (fincas).

## Wirtschaft
Die Bewohner früherer Zeiten lebten als Selbstversorger von der Erträgen ihrer Felder und Hausgärten. Außerdem betrieben sie in geringem Umfang auch Viehzucht (v. a. Schafe, Ziegen und Schweine); Esel wurden als Tragtiere gehalten. Heute dominiert der Anbau von Gerste (cebada) und Mandelbäumen (almendros). Im Ort selbst haben sich Kleinhändler, Handwerker und Dienstleistungsbetriebe aller Art angesiedelt. Seit den 1960er Jahren hat der hochgelegene Ort einen kleinen touristischen Aufschwung erlebt. Die Stadtmitte ist durch ein arabisch geprägtes mittelalterliches Stadtteil und ein von der Stiftskirche „Colegiata de Santa Maria“ beherrschtes edel kastilisches Zentrum gekennzeichnet.

## Geschichte
Prähistorische, iberische, römische und westgotische Funde fehlen. Man kann jedoch annehmen, dass die Gegend bereits früh als Sommerweide genutzt wurde. Zu Beginn des 8. Jahrhunderts wurde das Gebiet von den Mauren überrannt. Nach dem Ende des Kalifats von Córdoba (um 1020) übernahmen die Ziriden von Granada die Macht, die sie jedoch wenig später an die berberischen Almoraviden und Almohaden abtreten mussten. Huéscar wurde im Jahr 1324 vom Emir Ismail I. als Verteidigungsposten im nordöstlichen Grenzgebiet des Emirats von Granada gegründet. Mit dem Alhambra-Edikt (1492) der Katholischen Könige begann die Vertreibung der Juden; stattdessen kamen viele Christen aus anderen Regionen Spaniens. In den Jahren um 1610 wurden die letzten Muslime (Morisken) ebenfalls ausgewiesen.
Am 11. November 1809 erklärte der Stadtrat von Huéscar im Rahmen der Napoleonischen Kriege dem mit Napoleon verbündeten Dänemark den Krieg. Diese Kriegserklärung wurde formell zugestellt, blieb aber in den Kriegswirren und den darauffolgenden Friedensschlüssen unbeachtet und wurde erst 1981 in dänischen Archiven wiederentdeckt. So kam es erst am 11. November 1981 zu einem formellen Friedensschluss zwischen Huéscar und Dänemark, der vom Bürgermeister sowie dem dänischen Botschafter in der Stadt besiegelt wurde. Soweit bekannt, hatte dieser Krieg keine Opfer gefordert; anlässlich des Friedensschlusses wurde aber die Städtepartnerschaft mit Kolding in Dänemark geknüpft.

## Sehenswürdigkeiten

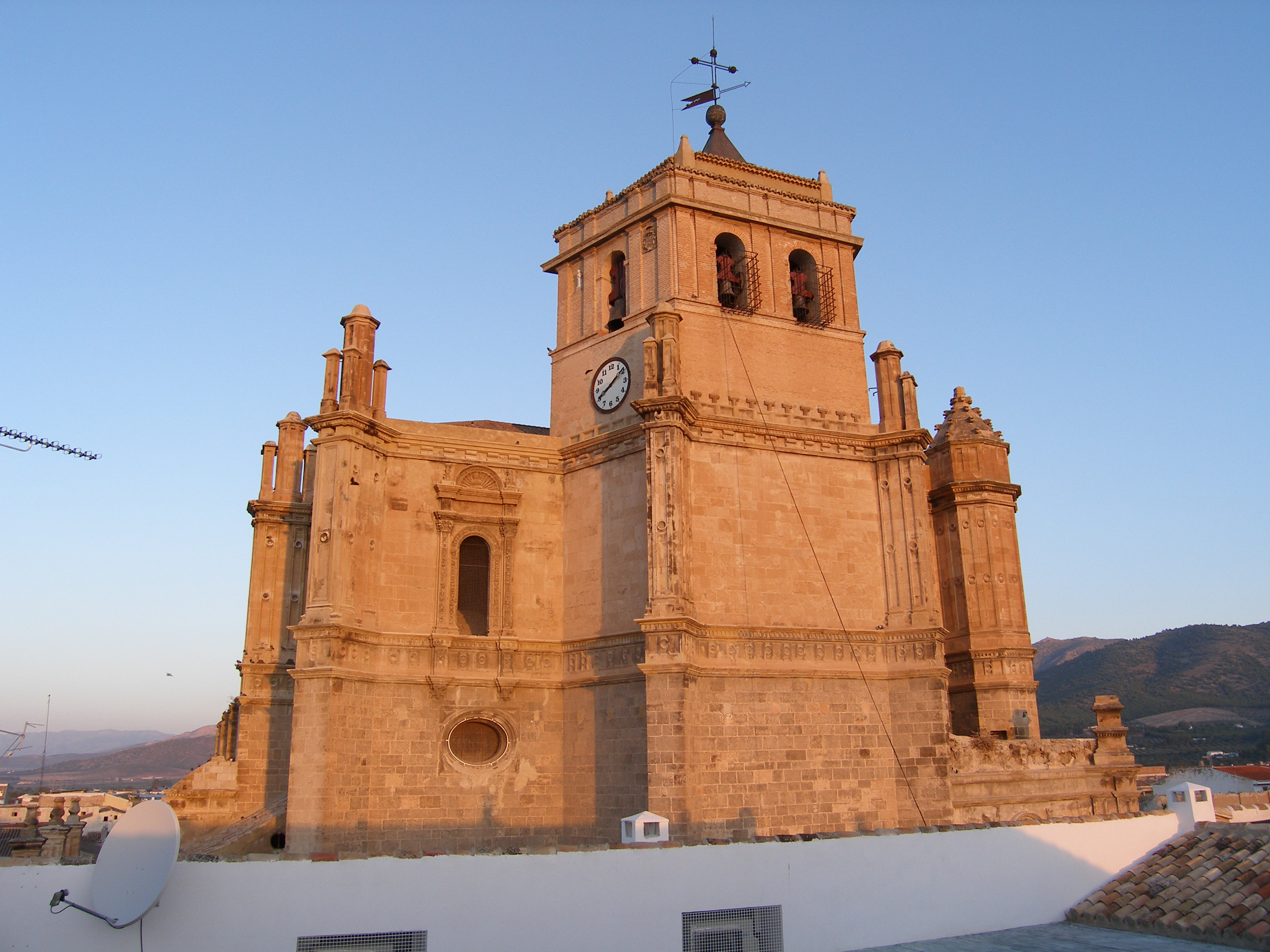
Stiftskirche Santa María (Huéscar)

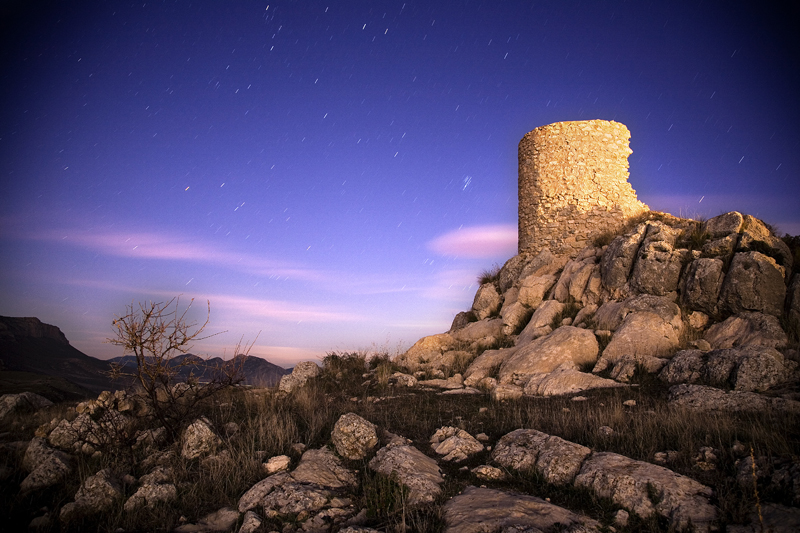
Atalaya

- Die dreischiffige Renaissance-Stiftskirche Colegiata de Santa María La Mayor stammt aus der ersten Hälfte des 16. Jahrhunderts und ist das eindrucksvollste Bauwerk der Stadt. Die Gewölbe im Innern sind gleich hoch (Hallenkirche), sämtliche Säulen sind mit Kanneluren versehen.[4]
- Die ebenfalls dreischiffige Iglesia de Santiago wurde über der alten Moschee der Stadt errichtet und erhält einige reich dekorierte Säulen im Mudéjar-Stil.[5]
- Der im Äußeren völlig schmucklose Dominikanerinnen-Konvent wurde Ende des 16. Jahrhunderts gegründet, doch erst zu Beginn des 17. Jahrhunderts erbaut.[6]
- Die Ermita de la Soledad ist eine Kapelle aus dem 17. Jahrhundert, die jedoch später mehrfach verändert wurde.[7]
- Das Teatro Oscense wurde in der alten Kirche des Monasterio de Santo Domingo gebaut und ist durch die Mudéjar-Kassettendecken des Hauptsaals gekennzeichnet.
- Der Palacio de los Penalva ist ein sehenswertes Gebäude im Stil des Modernismo des beginnenden 20. Jahrhunderts.[8]
- Der heute sehr modern wirkende Torre del Homenaje ist ein Wehrturm aus maurischer Zeit, für dessen Bau Grabsteine aus alten römischen Friedhöfen verwendet wurden. Die Neugestaltung des alten Turmstumpfs stammt vom Ende des 20. Jahrhunderts.[9]
- Das Museo José de Huéscar befindet sich im ehemaligen Lagergebäude (pósito) im Herzen der alten arabischen Stadt. Dort werden zahlreiche Werke des gleichnamigen Comiczeichners ausgestellt, der unter anderem die Abenteuer von Rintintin und Rusty illustrierte.[10]
- Der Parque Rodríguez Penalva ist ein echter Wald inmitten der modernen Stadt. Es gibt zahlreiche Labyrinthe von Hecken und einheimischen Bäumen, die zu kleinen Gebäuden wie dem bekannten Taubenschlag (palomar) führen.[11]

Umgebung
- In den Bergen der Umgebung von Huéscar stehen noch die Stümpfe mehrerer Wachtürme (atalayas) aus maurischer Zeit.[12]

## Städtepartnerschaften
Partnerstadt von Huéscar ist die dänische Stadt Kolding.

## Persönlichkeiten
- Esther González (* 1992), Fußballspielerin